# Laktac
Laktac falu Horvátországban Split-Dalmácia megyében. Közigazgatásilag Hrvacéhez tartozik.

## Fekvése
Splittől légvonalban 39, közúton 58 km-re északra, Sinjtől 24 km-re, községközpontjától 18 km-re északnyugatra, a Peruča-tó keleti partja felett, a Dinári-hegység lábánál, a Debelo-hegy alatt  fekszik.

## Története
A velencei seregek 1686-ban foglalták vissza Sinj várát és vele együtt a mai Hrvace vidékét. Ezt követően a velencei hatóságok irányításával és rámai ferences szerzetesek vezetésével Boszniából és Hercegovinából keresztény lakosság, köztük több száz pravoszláv család érkezett. A velencei-török háború után kialakult új hatalmi viszonyokat 1699-ben a karlócai béke szentesítette. A 18. század folyamán a lakosság éhínségnek és járványoknak is ki volt téve. 1797-ben a Velencei Köztársaság megszűnésével a település a Habsburg Birodalom része lett. 1806-ban Napóleon csapatai foglalták el és 1813-ig francia uralom alatt állt. Napóleon bukása után ismét Habsburg uralom következett, mely az első világháború végéig tartott. 1857-ben 164, 1910-ben 291 lakosa volt. Az I. világháború után rövid ideig az Olasz Királyság, ezután a Szerb-Horvát-Szlovén Királyság, majd Jugoszlávia része lett. A háború után a település a szocialista Jugoszlávia része lett. Az 1950-es években lakosság nagy része az egzisztencia megteremtése érdekében nagyobb városokba vándorolt ki. 1991-től a független Horvátországhoz tartozik, ekkor lakosságának 80 százaléka szerb nemzetiségű volt, akik csatlakoztak a Krajinai Szerb Köztársasághoz. 1995 augusztusában a „Vihar” hadművelet során foglalta vissza a horvát hadsereg, ekkor teljes lakossága elmenekült. Lakossága 2011-ben mindössze 2 fő (Nikola és Stana Vinčić) volt, akik visszatértek elhagyott falujukba.

## Lakosság
| Lakosság változása | Lakosság változása | Lakosság változása | Lakosság változása | Lakosság változása | Lakosság változása | Lakosság változása | Lakosság változása | Lakosság változása | Lakosság változása | Lakosság változása | Lakosság változása | Lakosság változása | Lakosság változása | Lakosság változása | Lakosság változása |
| ------------------ | ------------------ | ------------------ | ------------------ | ------------------ | ------------------ | ------------------ | ------------------ | ------------------ | ------------------ | ------------------ | ------------------ | ------------------ | ------------------ | ------------------ | ------------------ |
| 1857               | 1869               | 1880               | 1890               | 1900               | 1910               | 1921               | 1931               | 1948               | 1953               | 1961               | 1971               | 1981               | 1991               | 2001               | 2011               |
| 164                | 0                  | 7                  | 204                | 257                | 291                | 0                  | 282                | 275                | 321                | 163                | 121                | 123                | 124                | 0                  | 2                  |

(1869-ben és 1921-ben lakosságát Dabarhoz számították.)

## Nevezetességei
A településtől északnyugatra a Peruča-tó keleti partján vezető út mentén, de már a szomszédos Koljane területén található a dragovići pravoszláv monostor. A monostort valószínűleg 1395-ben emelték. A török 1480-ban elpusztította és elűzte a szerzeteseket. Ezután a romok húsz évig magányosan álltak, majd újjáépítették őket. 1590-ben a török támadások hatására a szerzetesek újra elhagyták és Magyarországra, a Tolna vármegyei Grábócon felépített pravoszláv kolostorukba menekültek. 1694-ben Nikodim Busović püspök felszólítására visszatértek és az épületeket újjáépítették. Négy évvel később azonban újra el kellett hagyniuk a monostort és Bribirben leltek menedékre. A karlócai béke után 1699-ben a térség velencei uralom, alá került a szerzetesek újra visszatérhettek. Az instabil talaj és a nedvesség miatt azonban a monostort már új helyen, a Vinogradinak nevezett helyen építették fel újra. A monostor új templomát 1777-ben kezdték építeni, de az építés csak 1866-ban fejeződött be. Felszentelése 1867. augusztus 20-án történt. A Peruča-tó vízzel való feltöltése során 1954-ben az egész épületegyüttest elárasztották és ma csak alacsony vízállás esetén láthatók a falak maradványai. Az 1960-as években a régi kolostor helyétől délkeltre fekvő magaslaton újra felépítették. A monostornak gazdag könyvtára és kincstára van.